# Kátia Lund
Kátia Lund (São Paulo, 1966) es una directora de cine y guionista brasileña-estadounidense. Su trabajo más notable fue como codirectora de la película Ciudad de Dios.

## Biografía
Los padres de Lund son estadounidenses que emigraron a Brasil antes de que ella naciera. Se graduó de Escola Maria Imaculada, una escuela católica estadounidense en São Paulo, donde se destacó en el arte. Luego asistió a la Universidad de Brown, donde se interesó en el cine. Después de graduarse magna cum laude, consiguió trabajo como asistente de dirección en muchos videos musicales, comerciales y películas. Habiendo crecido en una familia de clase media, tenía poco conocimiento de la difícil situación de quienes vivían en las favelas de Río de Janeiro. Luego, la contrataron para trabajar en el video musical dirigido por Spike Lee para "They don't care about us", de Michael Jackson, que se filmó en una favela. La experiencia le abrió los ojos y se decidió a hacer películas sobre los habitantes de estos barrios pobres para ayudar a aumentar la conciencia social en Brasil. Ella ha causado controversia por su amistad y admiración por el traficante de drogas fallecido Marcinho VP.
En 1996, comenzó a trabajar en el documental Notícias de uma Guerra Particular, una exploración de la batalla en curso entre los narcotraficantes fuertemente armados de las favelas (muchos de los cuales son niños pequeños) y la policía de Río de Janeiro. Fue lanzado en 1999 con la aclamación de la crítica y fue nominado para un Emmy después de transmitirse en PBS. El éxito de la película la convirtió en una directora de videos musicales para artistas de hip-hop en Brasil. Ganó numerosos MTV Video Music Awards Latin America.
En 2001, Lund fue invitada por Fernando Meirelles para codirigir Golden Gate (Palace II), un cortometraje sobre dos jóvenes en una favela. La película ganó varios premios en festivales de cine de todo el mundo. Lund y Meirelles continuaron su colaboración con la película Ciudad de Dios, que recibió reconocimiento internacional y fue nominada a cuatro Premios de la Academia, entre ellos el de mejor director (Lund no fue nominado, solo Meirelles recibió el reconocimiento de la Academia). El éxito de esa película fue el trampolín para la serie de televisión City of Men, una continuación de la historia contada en Golden Gate. Lund produjo la serie con Meirelles y dirigió cuatro episodios. Fue un gran éxito en Brasil.
Lund supervisa una organización llamada Nós do Cinema (We of Cinema), que comenzó con los jóvenes del elenco de City of God, que son verdaderos habitantes de las favelas de Río. Nós do Cinema ofrece cursos y oportunidades de trabajo en películas para niños pobres y realiza proyecciones y debates que ayudan a elevar la conciencia social a través del cine. También dirigió un segmento de la película Todos los niños invisibles.